# Cornimont (Vosges)
Cornimont és un municipi francès, situat al departament dels Vosges i a la regió del Gran Est. L'any 2007 tenia 3.732 habitants.

## Demografia

### Població
El 2007 la població de fet de Cornimont era de 3.732 persones. Hi havia 1.540 famílies, de les quals 490 eren unipersonals (201 homes vivint sols i 289 dones vivint soles), 537 parelles sense fills, 441 parelles amb fills i 72 famílies monoparentals amb fills.
La població ha evolucionat segons el següent gràfic:
Habitants censats

### Habitatges
El 2007 hi havia 1.988 habitatges, 1.578 eren l'habitatge principal de la família, 227 eren segones residències i 183 estaven desocupats. 1.173 eren cases i 810 eren apartaments. Dels 1.578 habitatges principals, 975 estaven ocupats pels seus propietaris, 557 estaven llogats i ocupats pels llogaters i 46 estaven cedits a títol gratuït; 10 tenien una cambra, 121 en tenien dues, 289 en tenien tres, 367 en tenien quatre i 791 en tenien cinc o més. 1.134 habitatges disposaven pel capbaix d'una plaça de pàrquing. A 813 habitatges hi havia un automòbil i a 497 n'hi havia dos o més.

### Piràmide de població
La piràmide de població per edats i sexe el 2009 era:
| Homes | Edats   | Dones |
| ----- | ------- | ----- |
| 8     | 95 o +  | 8     |
| 0     | 90 a 94 | 60    |
| 16    | 85 a 89 | 52    |
| 24    | 80 a 84 | 32    |
| 64    | 75 a 79 | 120   |
| 100   | 70 a 74 | 140   |
| 128   | 65 a 69 | 104   |
| 132   | 60 a 64 | 132   |
| 80    | 55 a 59 | 76    |
| 132   | 50 a 54 | 116   |
| 132   | 45 a 49 | 160   |
| 112   | 40 a 44 | 124   |
| 128   | 35 a 39 | 124   |
| 116   | 30 a 34 | 112   |
| 116   | 25 a 29 | 104   |
| 100   | 20 a 24 | 128   |
| 136   | 15 a 19 | 128   |
| 104   | 10 a 14 | 160   |
| 92    | 5 a 9   | 92    |
| 84    | 0 a 4   | 88    |

## Economia
El 2007 la població en edat de treballar era de 2.269 persones, 1.680 eren actives i 589 eren inactives. De les 1.680 persones actives 1.475 estaven ocupades (815 homes i 660 dones) i 205 estaven aturades (94 homes i 111 dones). De les 589 persones inactives 220 estaven jubilades, 163 estaven estudiant i 206 estaven classificades com a «altres inactius».

### Ingressos
El 2009 a Cornimont hi havia 1.547 unitats fiscals que integraven 3.501 persones, la mediana anual d'ingressos fiscals per persona era de 15.214 €.

### Activitats econòmiques
Dels 171 establiments que hi havia el 2007, 6 eren d'empreses extractives, 3 d'empreses alimentàries, 3 d'empreses de fabricació de material elèctric, 1 d'una empresa de fabricació d'elements pel transport, 11 d'empreses de fabricació d'altres productes industrials, 22 d'empreses de construcció, 46 d'empreses de comerç i reparació d'automòbils, 10 d'empreses de transport, 10 d'empreses d'hostatgeria i restauració, 9 d'empreses financeres, 7 d'empreses immobiliàries, 10 d'empreses de serveis, 16 d'entitats de l'administració pública i 17 d'empreses classificades com a «altres activitats de serveis».
Dels 46 establiments de servei als particulars que hi havia el 2009, 1 era una oficina d'administració d'Hisenda pública, 1 oficina de correu, 6 oficines bancàries, 3 funeràries, 3 tallers de reparació d'automòbils i de material agrícola, 1 taller d'inspecció tècnica de vehicles, 1 autoescola, 3 paletes, 1 guixaire pintor, 5 fusteries, 5 lampisteries, 2 electricistes, 1 empresa de construcció, 3 perruqueries, 5 restaurants, 2 agències immobiliàries, 1 tintoreria i 2 salons de bellesa.
Dels 24 establiments comercials que hi havia el 2009, 4 eren supermercats, 1 un supermercat, 3 fleques, 3 carnisseries, 3 llibreries, 2 botigues de roba, 1 una botiga de roba, 1 una sabateria, 1 una botiga d'electrodomèstics, 4 botigues de material esportiu i 1 una joieria.
L'any 2000 a Cornimont hi havia 34 explotacions agrícoles que ocupaven un total de 413 hectàrees.

## Equipaments sanitaris i escolars
El 2009 hi havia 2 farmàcies i 1 ambulància.
El 2009 hi havia 2 escoles maternals i 3 escoles elementals. Cornimont disposava d'un col·legi d'educació secundària amb 157 alumnes.

## Poblacions properes
El següent diagrama mostra les poblacions més properes.